# Arrival (ABBA-album)
Az Arrival az ABBA együttes negyedik, 1976-ban megjelent nagylemeze. Igazán jelentős slágereket tartalmaz, többek között a csapat talán legismertebb dalát (Dancing Queen). Kifinomultság, profi hangzás, remek szerkesztés jellemzi. A címhez méltó módon az ABBA ezzel az albummal érkezett meg pályája csúcsára, ahol még sokáig működött elképesztő sikerrel. Slágergyártás gőzerővel, amit néha a kritikusok fanyalgása kísért, ám a rajongók nagy megelégedéssel és örömmel fogadtak. Ez a zene mindenütt eladható volt; a szocialista országok sem találtak benne semmi „veszélyeset”. Szerepel az 1001 lemez, amit hallanod kell, mielőtt meghalsz című könyvben.
Az album CD formátumban 1984-ben jelent meg először, majd 1997-ben, és 2001 re-maszterelt kiadásban, majd 2005-ben mint a The Complete Studio Recordings című box részeként, majd 2006-ban napvilágot látott a Deluxe Edition kiadás is.

## Előzmények
Az album munkálatai 1975 augusztusában kezdődtek el, és miután megjelent, a korábbi szerény sikereket sikerült felülmúlnia. Az albumon erősen érezhető diszkó hangzás, melynek George McRae Rock You Baby című dala adott inspirációt. A csapat érezte, hogy valami nagyot alkottak, és Agnetha meg is jegyezte: "rögtön tudtuk, hogy hatalmas lesz". A nagy durranás a Dancing Queen című dal volt, melynek szövegét újra írták a felvételek során. A dalok 1975 decemberéig folyamatosan íródtak, majd Ausztráliában és az Egyesült Királyságban hirtelen megnőtt a népszerűségük. Ez idő alatt Anni-Frid Lyngstad szóló albumára felvették svédül a Fernando című dalt, mely végül egyetlen ABBA albumra sem került fel, csupán a Greatest Hits válogatás lemezen hallható. A dal sok országban No.1 helyezést ért el, és több hétig volt listavezető. Eközben válogatás lemezük az egyik legjobban fogyó albuma lett az Egyesült Királyságnak. A csapat március végén visszatért a stúdióba, hogy rögzítsék a Knowing Me, Knowing You című dalt, mely ugyancsak 1. helyezést ért el világszerte. Benny Andersson meg is jegyezte, hogy ez a dal is benne van a legjobb öt felvételükben.
Április végén két dal került rögzítésre: a That's Me és a Why Did It Have To Be Me című dalok. Ez utóbbit Happy Hawaii címen jelentették meg, teljesen más szöveggel, míg a később nagy sikerű Money Money Money című dal eredeti címe Gypsy Girl volt.

## Az album dalai
A oldal
1. When I Kissed The Teacher – Benny Andersson, Björn Ulvaeus – 2:58
2. Dancing Queen – Andersson, Stig Anderson, Ulvaeus – 3:52
3. My Love, My Life – Andersson, Stig Anderson, Ulvaeus – 3:52
4. Dum Dum Diddle – Andersson, Ulvaeus – 2:50
5. Knowing Me, Knowing You – Andersson, Stig Anderson, Ulvaeus – 3:56

B oldal
1. Money Money Money – Andersson, Ulvaeus – 3:05
2. That's Me – Andersson, Stig Anderson, Ulvaeus – 3:14
3. Why Did It Have to Be Me? – Andersson, Ulvaeus – 3:20
4. Tiger – Andersson, Ulvaeus – 2:55
5. Arrival – Andersson, Ulvaeus – 3:00

## Videóklipek
1. Dancing Queen
2. Knowing Me, Knowing You
3. Money, Money, Money
4. That's Me
5. Fernando

## Slágerlisták
| Slágerlista (1976–79)                  | Legmagasabb helyezés |
| -------------------------------------- | -------------------- |
| Australian Kent Music Report           | 1                    |
| Austrian Albums Chart                  | 12                   |
| Canadian RPM Albums Chart              | 3                    |
| Dutch Mega Albums Chart                | 1                    |
| French SNEP Albums Chart               | 9                    |
| Italian Albums Chart                   | 11                   |
| Japanese Oricon LP Chart               | 3                    |
| New Zealand Albums Chart               | 1                    |
| Norwegian VG-lista Albums Chart        | 1                    |
| Swedish Albums Chart                   | 1                    |
| UK Albums Chart                        | 1                    |
| U.S. Billboard 200                     | 20                   |
| West German Media Control Albums Chart | 1                    |

### Az évtized helyezései
| Slágerlista (1970–79) | Helyezés |
| --------------------- | -------- |
| Japanese Albums Chart | 14       |
| UK Albums Chart       | 7        |

## Év végi összesítés
| Slágerlista (1976)       | Helyezések |
| ------------------------ | ---------- |
| Australian Albums Chart  | 8          |
| French Albums Chart      | 47         |
| Slágerlista (1977)       | Helyezések |
| Australian Albums Chart  | 17         |
| Austrian Albums Chart    | 17         |
| Canadian Albums Chart    | 27         |
| Italian Albums Chart     | 36         |
| Japanese Albums Chart    | 37         |
| UK Albums Chart          | 1          |
| U.S. Billboard 200       | 34         |
| West German Albums Chart | 1          |
| Slágerlista (1978)       | Helyezések |
| Japanese Albums Chart    | 28         |
| UK Albums Chart          | 38         |
| Slágerlista (1979)       | Helyezések |
| Japanese Albums Chart    | 8          |

## Közreműködők
- Benny Andersson – szintetizátor, zongora, harmonika, harangjáték, billentyűk, marimba, ének
- Agnetha Fältskog – ének
- Anni-Frid Lyngstad – ének
- Björn Ulvaeus – akusztikus gitár, elektromos gitár, ének

### További zenészek
- Ola Brunkert – dob, vonósok
- Lars Carlsson – szaxofon
- Anders Dahl – vonósok
- Malando Gassama – ütőhangszerek, ritmusszekció
- Anders Glenmark – elektromos gitár
- Rutger Gunnarsson – basszusgitár
- Roger Palm – strings, dob
- Janne Schaffer – elektromos gitár
- Lasse Wellander – akusztikus gitár, elektromos gitár